# Waddow Hall

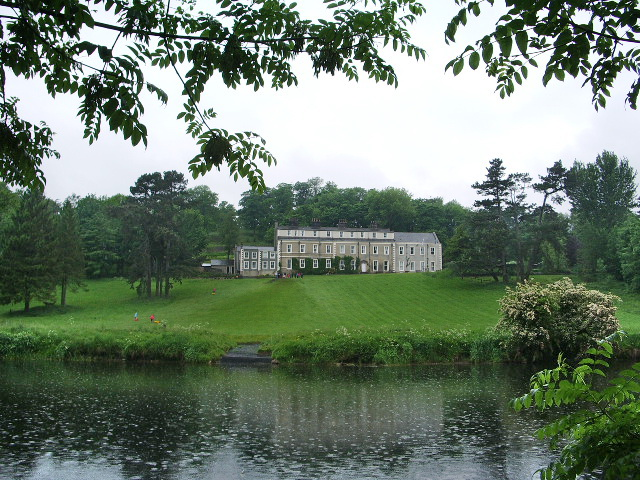
Waddow Hall

Waddow Hall ist ein denkmalgeschütztes Grade-II-Bauwerk bei Clitheroe in der englischen Grafschaft Lancashire, das als Tagungs- und Freizeitzentrum für die Pfadfinderinnen-Organisation Girlguiding UK dient. Es stammt aus dem 17. Jahrhundert und ist von einem 72 Hektar großen Grundstück umgeben. Waddow Hall wird seit 1927 von Girlguiding verwaltet.

## Geschichte
Das Waddow-Landgut und die Pfarrei von Waddington existieren bereits seit Mitte des 13. Jahrhunderts und wurden zu dieser Zeit von Roger de Tempest Bracewell, dem Lord of Waddington, verwaltet. Die Tempests ließen Waddow Hall während der Tudor-Zeit erbauen. Das Landgut und die Ländereien blieben bis 1657 im Besitz der Familie, in diesem Jahr kam Richard Tempest in einem Schuldgefängnis ums Leben.

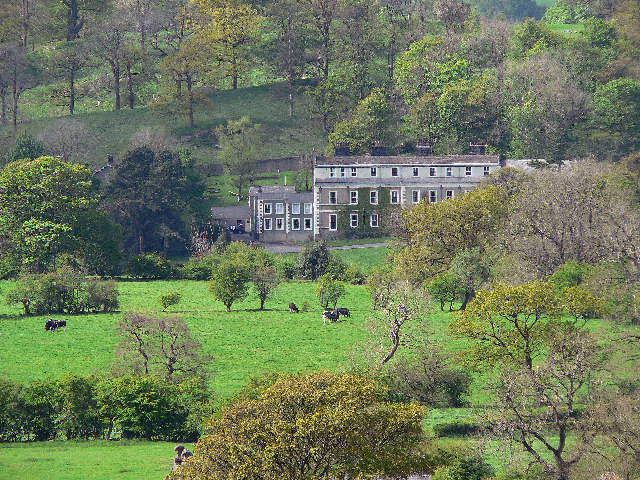
Blick über Waddow Hall auf den Ribble

Nach Richards Gefängnistod wurde das Landgut von Christopher Wilkinson of Clitheroe übernommen, einem Verwalter und späterem Abgeordneten im englischen Parlament. Wilkinson vermachte es 1693 seinem Neffen John Weddell of Widdington (anstatt seinem eigenen Sohn, den er verdächtigte ein Papist zu sein). 1778 vermachte Thomas Weddell das Landgut an Sir John Ramsden.
Waddow blieb bis zum Verkauf an William Garnett Mitte der 1800er Jahre in der Ramsden-Familie. Zwischen 1927 und 1928 mietete die Girl Guides Association das Anwesen, um es als Freizeitzentrum zu nutzen und erwarb es am 16. Oktober 1928 von William Garnets Sohn für 9.000 Pfund.
Während des Zweiten Weltkrieges wurde das Gut dem Lancashire County Council zur Verfügung gestellt und diente als Isolierspital für kranke Kinder.

## Spuklegende
Laut einer örtlichen Sage soll das Haus von Peg O’Nells Geist heimgesucht werden, einer ehemaligen Dienerin auf Waddow Hall, die von ihrer Hausherrin ermordet wurde. Die Legende besagt, dass Peg O’Nell zu einem Brunnen geschickt wurde um Wasser zu holen. Als ihre Herrin einen Zauber aussprach, rutschte sie beim Schöpfen des Wassers aus und starb.
Im November 2004 brachte die britische Paranormal-Reality-TV-Show Most Haunted eine Sendung aus Waddow Hall.